# Rybáři v síti
Rybáři v síti je opera o třech samostatných částech českého skladatele Ilji Hurníka na vlastní libreto.

## Vznik, charakteristika a historie opery
Opera byla napsána v roce 1981 (uvádí se též rok 1980). Ilja Hurník na libreto přepracoval své starší povídky. Například příhoda zedníka uvězněného v heligonu se objevila i v komponovaném pásmu Příběhy jedné kapely z roku 1967. Stejně jako u skladatelových starších Mudrců a bloudů se jedná o celovečerní operu složenou ze tří dějově samostatných částí, jež spojuje hlavní myšlenka: „hudba je dobrovolné zajetí“. Hlavní hrdinové všech těchto příběhů proti své vůli podléhají moci hudby, přesněji řečeno jejího aktivního tvoření (toto téma již Hurník zkoumal ve své předchozí opeře Diogenes). Podobně jako v předchozích operách se zde Hurník snaží jednak upřímně navazovat na operní tradici (forma je tradiční, objevují se árie, duety, ansámbly, tradiční je rovněž melodika), na druhé straně tuto tradici osvěžuje a nadlehčuje aplikací jejích konvencí na všední situace.
U rolí v jednotlivých částech se počítá s tím, že je budou hrát tíž zpěváci (celkem je myšleno na jedenáct sólistů, šest mužských a pět ženských hlasů), dále je třeba nepočetná dívčí sbor a komorní orchestr. Opera měla premiéru v plzeňském Komorním divadle 4. června 1983; jinde dosud uvedena nebyla.

## Osoby a první obsazení
| osoba                            | hlasový obor | premiéra (4.6.1983)                     |
| -------------------------------- | ------------ | --------------------------------------- |
| Flétnista                        | tenor        | Jan Janda                               |
| Klarinetista                     | baryton      | Vilém Míšek                             |
| Houslista                        | baryton      | Josef Beneš                             |
| Cellista                         | bas          | Václav Florian                          |
| Pan Kalíšek                      | bas          | Oldřich Wieser                          |
| Vrátná                           | alt          | Věra Eichlerová / Jaroslava Zamrazilová |
| Abonentka                        | soprán       | Lenka Kolářová                          |
| Její manžel                      | tenor        | Jiří Pavlíček                           |
| Ředitelka penzionátu             | alt          | Libuše Neubarthová                      |
| Alenka                           | soprán       | Karolina Hromádková                     |
| Její matka                       | soprán       | Helena Buldrová                         |
| Pan učitel                       | baryton      | Jiří Novotný                            |
| První čertík                     | tenor        | Zbyněk Brabec                           |
| Druhý čertík                     | tenor        | Petr Strnad                             |
| Třetí čertík                     | baryton      | Karel Klátil                            |
| Belzebub                         | bas          | Karel Křemenák                          |
| První dívka                      | soprán       | Johanna Plíšková                        |
| První zedník                     | tenor        | Zbyněk Brabec / Pavel Braun             |
| Druhý zedník                     | baryton      | Karel Křemenák                          |
| Třetí zedník                     | bas          | Josef Beneš                             |
| Matěj                            | baryton      | Stanislav Kotyza                        |
| Boženka                          | soprán       | Zuzana Pavlová                          |
| Profesor                         | tenor        | Jiří Novotný                            |
| První víla-metařka               | soprán       | Johanna Plíšková                        |
| Studentky, čertíci, víly-metařky |              |                                         |
| Dirigent: Josef Chaloupka        |              |                                         |
| Režie: Oldřich Kříž              |              |                                         |
| Scéna: Vlastimil Koutecký        |              |                                         |
| Kostýmy: Bedřich Barták          |              |                                         |

## Instrumentace
2 flétny, 2 hoboje, 2 klarinety, 2 fagoty; 2 lesní rohy, 2 trubky, 2 pozouny, 1 tuba; tympány, bicí souprava, celesta; mandolína, harfa, klavír; smyčce.

## Děj opery

### 1. část – Dveře
(V současnosti před koncertním sálem) U dveří koncertního sálu má své stálé místo starý vrátný pan kalíšek. Před koncertem vládne železnou rukou – ukázní muzikanty a vykazuje příliš všetečné členy obecenstva, kteří by chtěli nahlédnout do zákulisí. Ale když koncert začne, přepadnou ho chmury. Kdyby tak uměl na něco hrát a účastnit se koncertu přímo na jevišti, ve fraku, a ne jen sedět u dveří vzadu v obnošeném obleku. Tu musí pan Kalíšek vpustit do sálu opozdilce. Dveře zaskřípou a zavrzají a hned se po nich všichni otáčejí. Pan Kalíšek se zaraduje; konečně může aktivně muzicírovat. A se svým nástrojem se zapojí do koncertu tak náruživě, že se obecenstvo rozejde. Hudebníci se na něho sesypou, že jim zkazil koncert. Jenže z hlediska pana Kalíška se koncert báječně povedl a ode dneška hodlá hrát s nimi. Muzikanti ho vyvedou z omylu: aby mohl hrát hudbu na veřejnosti, potřebuje nejen nástroj a nadání, ale především úřední povolení.
Pan Kalíšek se vydá na muzikantský úřad. Když jej tam nikdo nechce přijmout, snaží se přesvědčit o svém umění alespoň nerudnou vrátnou, ale ani u ní nepochodí. Mrzutě se vrací zpátky. Před příštím koncertem sedí naštvaně a nečinně přede dveřmi. Ale muzikanti ho utěšují: svět možná jeho umění nechápe, ale oni ho ke svému umění potřebují. Ne zrovna skřípěním dveří, ale tím, že se jim stará o noty, přišije knoflík u fraku, uvaří kafe nebo svědomitě stráží vchod do sálu, účastní se jejich hudby tak jako tak. Pan Kalíšek si dá říci a přijímá věci tak, jak jsou. O samotě pak namaže panty dveří, aby nevrzaly, a s lítostí je tiše otvírá a zavírá.

### 2. část – Housličky
(V dívčím pokojíku se zahrádkou) Holčička Alenka je panem učitelem nucena cvičit na housle. Nebaví ji to, její zájmy jsou spíše zahradnické a raději by se věnovala svým kytičkám. Kéž by ty housle vzal čert, povzdechne si Alenka. Na ta slova se objeví čertík a její přání vyplní, housličky jí sebere a brzy na ně báječně hraje. Pan učitel jím je nadšen. A brzy přicházejí další čertíci, sám Belzebub je přivádí, aby se také naučili housti. Pan učitel se tak pilným žákům s radostí věnuje.
Vrací se Alenčina maminka. Již před dveřmi slyší nádhernou hru. Je ohromena, jaké udělala Alenka pokroky, a už si maluje její koncertní kariéru, které bude ona z předních lóží přihlížet. Maminčiny sny dostanou těžkou ránu, když místo dcery virtuosky najde koncertující tlupu čertů. Všechny je vyhazuje a čerti si s sebou do pekla odnášejí i pana učitele, nikoli proti jeho vůli, neboť ten je ochoten tak nadané žáky sledovat kamkoli.
Alenka osamí; najednou se jí stýská po panu učiteli i po housličkách. Vtom se objeví zpět čertík. Muzicírování pro něj mělo neočekávané vedlejší účinky: jeden růžek už mu upadl, druhý se právě vyviklává, přišel i o ocas, zato mu na zádech rostou křidélka. Čertík s Alenkou zakopají zbylý růžek na zahrádce a pak novopečený andílek odlétá. I ostatním čertům se vedlo podobně, ba i archanděl Belzebub míří zpět do nebe. Pan učitel je šťastný, že vychoval nové muzikanty, a může se opět věnovat Alence. A když se holčička pustí opět do cvičení, ze zakopaného růžku vyroste kytička – avšak roste jen tehdy, když se jí hraje, Alenka tak ráda spojí zahradničení s hraním na housle.

### 3. část – Heligon
(Ve starém parku) Velmi tlustý zedník Matěj našel na smetišti starý heligon. Zvědavost mu nedá a nasadí si jej, jenže ouha, jeho tělo se do mohutných oblouků heligonu zaklíní tak, že ani jeho kamarádi zedníci nemohou nástroj z Matěje sundat. A protože s heligonem nemůže zedničit, musí Matěj nejprve zhubnout tím, že bude cvičit – a když už má ten nástroj na sobě, nejlepší bude cvičit na heligon.
Jde proto do výuky k panu profesorovi, který bere Matějovu hudební výchovu do pevných rukou. Brzy je ze zedníka zdatný hudebník, dokonce poněkud štíhlejší, takže již může heligon bez potíží sundat a nasadit. S radostí se vrací ke kamarádům, avšak se zapojením do práce je to obtížnější. Při přehazování cihel by si mohl pochroumat prsty, které potřebuje na klapky nástroje, u míchačky je příšerný lomoz, při němž by ještě přišel o sluch, a při míchání cementu by mu mohlo vápno zaprášit plíce. Co tedy bude dělat? Může tedy kamarádům alespoň zahrát. A skutečně, v rytmu veselého heligonu jde hned práce všem lépe od ruky.